# Bockska huset

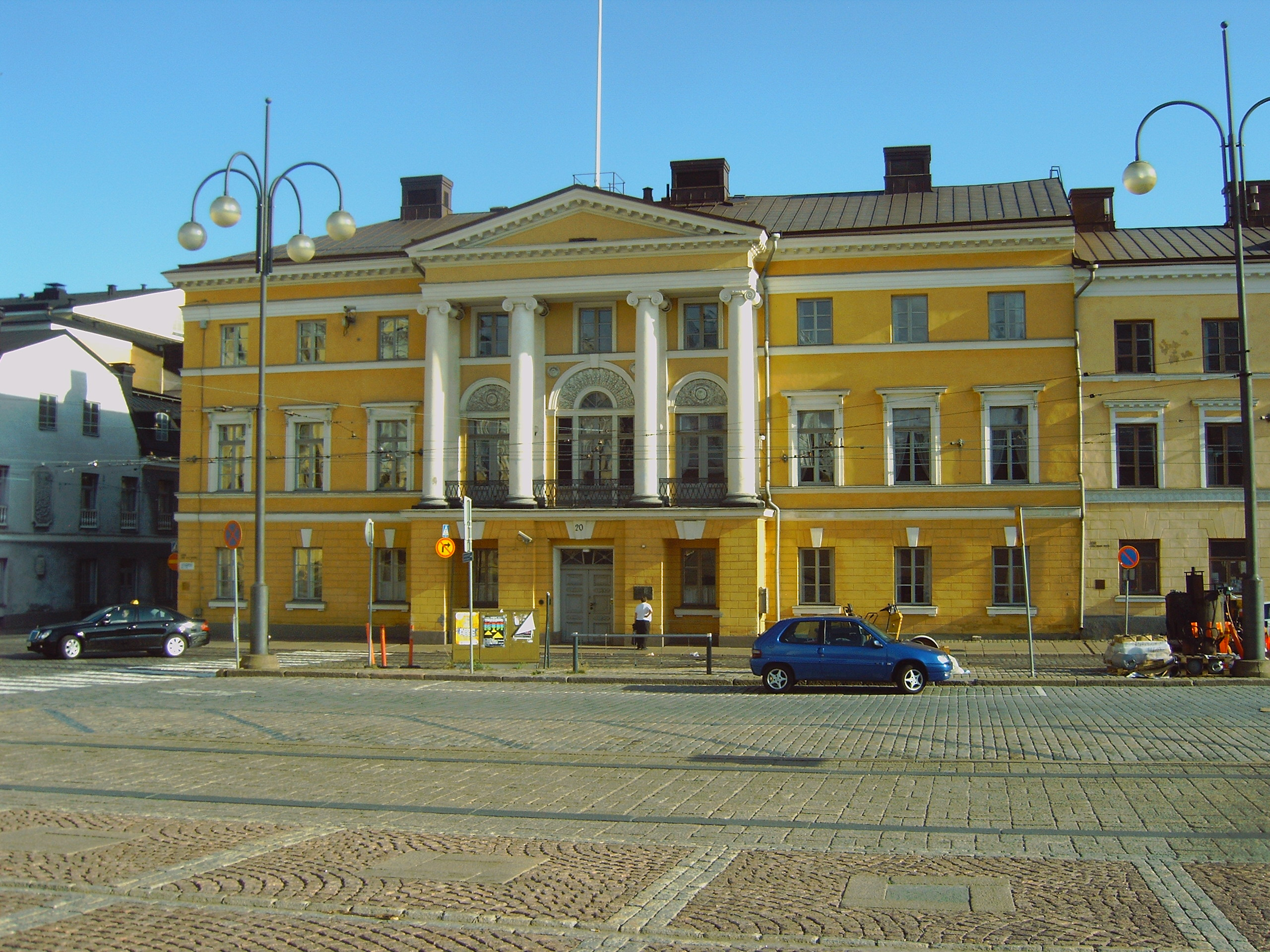
Bockska huset i Helsingfors

Bockska huset, eller Gamla Rådhuset, är en nyklassicistisk byggnad vid Senatstorget i Helsingfors historiska centrum. Byggnaden är byggd år 1763 av handelsmannen Gustav Johan Bock och ligger vid Alexandersgatan 20 i kvarteret Lejonet. Huset har bland annat varit residens för Generalguvernören över Finland och Helsingfors rådhus. Numera används byggnaden av Helsingfors stad. Huset är Senatstorgets äldsta hus och ursprungligen verkade Bocks handelshus i bottenvåningen medan familjen Bock bodde i den övre våningen. Svenska kronan köpte huset 1801 och använde det som ett förvaltningshus. När Ryssland övertog Finland 1808 blev huset ryska officerers bostadshus.
Bockska huset byggdes om och fick sitt nuvarande utseende i empirestil mellan åren 1816 och 1819, efter ritningar av den tyskfödde arkitekten Carl Ludvig Engel. Huset fick bland annat en tredje våning och en flygel. Engel planerade även den s.k. Empiresalen med välvda innertak.
Helsingfors stad köpte huset efter att de ryska generalguvernörerna fått ett nytt residens 1838. Helsingfors första stadsfullmäktige sammanträdde i Empiresalen år 1875 under ledning av Leo Mechelin. År 1913 tog Helsingfors stad det nuvarande stadshuset i bruk och Bockska huset blev rådhus och magistrat. Byggnaden totalrenoverades under åren 1985 -1988 och används åter av Helsingfors stads förvaltning.